# Clay megye (Arkansas)
Clay megye az Amerikai Egyesült Államokban, azon belül Arkansas államban található. Megyeszékhelye Corning. Lakosainak száma 14 552 fő (2020. április 1.). Clay megye Butler, Greene, Dunklin, Randolph és Ripley megyékkel határos.

## Népesség
A megye népességének változása:
| Lakosok száma | 16 058 | 15 843 | 15 592 | 15 402 | 15 109 | 14 552 |
|               | 2010   | 2011   | 2012   | 2013   | 2015   | 2020   |